# Københavns Bachkor
Københavns Bachkor er et københavnsk blandet kor, som blev stiftet i 1972 med det erklærede formål at gøre det københavnske koncertpublikum bekendt med Johann Sebastian Bachs vokalmusik – i særdeleshed hans kantater for soli, kor og orkester.
Korets nuværende dirigent er Torsten Nielsen.

## Repertoire
Københavns Bachkor har opført omkring 30 af Bachs kantater samt de større værker Juleoratoriet, Johannespassionen, Matthæuspassionen og Messe i h-mol. Ud over Bach synger koret værker af mange andre klassiske komponister fra renæssance til nutid, herunder Mozarts Requiem, Brahms' Ein Deutsches Requiem, Bruckners messe i f-mol, Verdis Requiem, Faurés Requiem, Puccinis Messa di Gloria, Martins In Terra Pax, Brittens Cantata Misericordium og Ramirez' Misa Criolla, samt en lang række mindre værker for blandet kor.